# عبد القادر شيبة الحمد
عبد القادر شيبة الحمد فقيه سعودي. ولد في مصر، أسرته من قبيلة بني هلال. درس في الجامع الأزهر في كلية الشريعة، عمل مدرساً في مصر لمدة عشر سنوات، ثم انتقل إلى المملكة العربية السعودية، وعيِّن مدرساً في معهد بريدة العلمي، ثم مدرساً بكليتي الشريعة واللغة العربية في الرياض. انتقل إلى المدينة المنورة عام 1382 هـ ودرس في الجامعة الإسلامية. أمَّ المصلين بالمسجد النبوي في شهر رمضان في صلاة التهجد عام 1406 هـ وعام 1408 هـ. درس بالمسجد النبوي تفسّير القرآن العظيم لمدة أربعة عشر عاماً.

## نشأته
ولد شيبة الحمد في مدينة كفر الزيات بمصر يوم 20 جمادى الآخرة 1339 هـ الموافق 28 فبراير 1921م. تزوج قبل قدومه للسعودية فلما ماتت زوجوه أهل بريدة، ثم تزوج بعدها من كريمة قاضي مدينة عنيزة «محمد بن عبد العزيز المطوع».
بدأ في سن الخامسة من عمره بالذهاب إلى الكتاب، فحفظ القرآن كاملاً وتعلم الكتابة فيها. ثم التحق بعد ذلك بالجامع الأزهر وأخذ الشهادة الابتدائية، ثم شهادة الثانوية، ثم درس في الجامع الأزهر في كلية الشريعة، وأثناء دراسته فيها فتح اختبار الشهادة العالية القديمة، وكانت الشروط متوفرة في الشيخ، فدخل فيها وكان عدد المتقدمين للاختبار 300 طالب، فلم ينجح منهم إلا ثلاثة كان من ضمنهم شيبة الحمد، بعد ذلك أخذ الشيخ الشهادة العالية عام 1374هـ، وكان عمر الشيخ قد قارب الخمس والثلاثون سنة.

### الانتقال للسعودية
انتقل بعد ذلك شيبة الحمد إلى المملكة العربية السعودية بأهله، وكان إلى يوم انتقاله المشرف الدعوي على قطاع محافظة الشرقية لجماعة أنصار السنة المحمدية. عين مُدرساً في معهد بريدة العلمي، وفي ذلك الوقت تخلى عن الجنسية المصرية وأعطي الجنسية السعودية بأمر من الملك فيصل بن عبد العزيز، وكانت الدراسة تبدأ بعد الحج مباشرة إلا عام 1375هـ حيث أُجلتْ إلى 18 صفر عام 1376هـ، ودرس فيه الشيخ ثلاثة أعوام متتالية، كان من طلابه في المعهد صالح بن فوزان الفوزان عضو هيئة كبار العلماء السعودية، وعبد الرحمن العجلان المدرس بالمسجد الحرام.

## حياته العلمية
في عام 1379هـ عُينَ مدرساً بكليتي الشريعة واللغة العربية في الرياض، فدرس في أول سنة عينَ فيها في كلية الشريعة التفسير وأصول الفقه، وبعد سنتين درس في نفس الكلية سبل السلام شرح بلوغ المرام في الحديث، وكان من طلابه في تلك الفترة الشيخ «عبد الله الغانم» مدير عام المكفوفين في الشرق الأوسط، والشيخ صالح اللحيدان و«منصور المالك» وغيرهم.
في عام 1381هـ فتحت الجامعة الإسلامية بالمدينة النبوية، فقام رئيس الجامعة محمد بن إبراهيم آل الشيخ بدعوة كثير من أهل العلم للتدريس هناك، فمن كلية الشريعة بالرياض وقع الاختيار على عبد العزيز بن باز لأن يكون نائباً لابن إبراهيم على الجامعة، فطلب بن باز من المفتي أن يسمح بانتقال مدرسين من أعلام كلية الشريعة وهما محمد الأمين الشنقيطي وعبد القادر شيبة الحمد، فقبل ابن إبراهيم بأن ينقل الشنقيطي ورفض نقل شيبة الحمد لحاجة الكلية لأحدهما، وفي العام الذي تلاه أَلح ابن باز على نقل شيبة الحمد فسمح له.
في عام 1382هـ انتقل شيبة الحمد إلى المدينة المنورة، ودرس في الجامعة الإسلامية، وكلما أنشئت كلية درس فيها، إلى أن تم نقله إلى قسم الدراسات العليا، حتى أحيل إلى التقاعد حينما وصل لسن المعاش عام 1404هـ. في عام 1400هـ انتُدِبَ شيبة الحمد للتدريس في المعهد العالي للدعوة الإسلامية في ذلك الوقت، وهو تابع لجامعة الإمام محمد بن سعود الإسلامية. كما قام بالتدريس في المسجد النبوي الشريف، حتى شاخَ وتوقف عن التدريس واستقر بمدينة الرياض.

## مؤلفاته
- حقوق المرأة في الإسلام.
- الأديان والفرق والمذاهب المعاصرة.
- إمتاع العقول بروضة الأصول في أصول الفقه.
- إثبات القياس في الشريعة الإسلامية والرد على منكريه.
- من المذاهب الهدامة.
- تحقيقات عن ليلة القدر.
- القصص الحق في سيرة سيد الخلق.
- قصص الأنبياء.[4]
- تهذيب التفسير وتجريد التأويل مما لحق به من الأباطيل، 6 أجزاء.
- شرح بلوغ المرام.
- القصص الحق في سيرة سيد الخلق.
- تحقيق فتح الباري شرح صحيح البخاري للإمام ابن حجر.[5]

## أبناءه
- د. محمد: بدأ حياته في السلك القضائي بديوان المظالم عام 1399هـ، ثم عين رئيساً للمحكمة الإدارية بمنطقة المدينة المنورة لأكثر من عشر سنوات. عين لاحقًا رئيسًا لمحكمة الاستئناف بديوان المظالم ورئيسًا لمحكمة الاستئناف الإداري بمنطقة مكة المكرمة.[6]
- د. يوسف: طبيب استشاري ورئيس قسم الاستعاضة السنية بمدينة الأمير سلطان الطبية العسكرية.
- أحمد.
- عبد الرحمن.
- عبد الله.
- أيمن. بالإضافة لخمس من البنات.

## وفاته
توفي في مدينة الرياض يوم الاثنين 22 رمضان 1440 للهجرة.